# Ulpia Severina
Ulpia Severina, también conocida simplemente como Severina, fue emperatriz romana consorte, esposa del emperador Aureliano desde c. 270 a 275. Severina no es mencionada en las fuentes literarias sobrevivientes y solo se la conoce por acuñaciones numismáticas e inscripciones, por lo que se sabe muy poco sobre ella. Su nomen Ulpia sugiere que pudo haber estado relacionada con el emperador Trajano o con el usurpador Leliano, debido a que ambos compartían el mismo nomen, y quizás de Dacia, donde el nombre era común. No se sabe cuándo se casó con Aureliano, pero podría haber sido antes de que se convirtiera en emperador. Probablemente fue proclamada augusta en el otoño de 274.
Aureliano fue asesinado en septiembre u octubre de 275 y su sucesor, Tácito, fue proclamado emperador solo después de un breve interregno, que duró entre cinco y once semanas. Aunque las monedas de Severina se acuñaron bajo Aureliano desde 274 hasta 275, algunos historiadores asignan especulativamente ciertos tipos inusuales de monedas a este breve período de interregno y sugieren que Severina gobernó brevemente el imperio por derecho propio, o que hubo confusión con respecto al sucesor de Aureliano hasta que Tácito se convirtió en emperador, y las casas de moneda eligieron acuñar monedas en nombre de Severina. Dado que ninguna fuente literaria analiza a Severina, cualquier interpretación de las monedas inusuales sigue siendo una especulación.

## Primeros años y familia
Se sabe muy poco de Ulpia Severina dado que ninguna fuente literaria conservada habla de ella en absoluto. Las únicas alusiones a ella en los textos conservados son un puñado de referencias a la «esposa de Aureliano» en la Historia Augusta y el Epítome de las Historias del siglo XII de Juan Zonaras que afirman que Aureliano se casó con una hija de Zenobia, lo que probablemente sea una historia inventada. Se desconoce su año de nacimiento, y a través de conjeturas, es posible suponer que Severina provenía de Dacia o de una de las otras provincias del Danubio, ya que el nomen Ulpia había sido común allí desde las conquistas del emperador Marco Ulpio Trajano. Históricamente se ha asumido que Severina era hija de un hombre de nombre Ulpio Crinito, figura que aparece en la Historia Augusta como un modelo de virtud militar y senatorial, descendiente de Trajano y padre adoptivo de Aureliano. Sin embargo, su existencia es quizás una invención de dicha obra, dado que las evidencias contemporáneas en inscripciones y monedas no lo mencionan. Severina puede haber estado relacionada con el usurpador Ulpio Cornelio Leliano.
No se sabe cuándo se casó con Aureliano, aunque posiblemente fue antes de que se convirtiera en emperador, y no se sabe nada de su papel como emperatriz y su influencia política. La única evidencia confiable con respecto a Severina es una reducida cantidad de inscripciones y monedas, que confirman que era la esposa de Aureliano y que ostentaba el título de augusta. Solo dos monedas conocidas omiten este título, y en su lugar la denominan pia, probablemente acuñadas antes de que se convirtiera en augusta. Las monedas la titulan como domina Ulpia Severina Augusta, mater castrorum et senatus et patriae (señora Ulpia Severina Augusta, madre del campo, el senado y la patria). Algunas inscripciones también la denominan Piissima Augusta (piadosísima augusta). Severina también parece haber sido deificada, ya que algunas monedas la definen como diva. Ninguna moneda que estilice a Severina como augusta puede estar fechada antes de 274 y es posible que no recibiera este título hasta otoño de ese año, posiblemente alrededor del 29 de agosto, coincidiendo con el triunfo de Aureliano celebrando las derrotas y reincorporaciones de los imperios palmireno y galo.
Después del otoño de 274, se emitieron monedas conmemorativas de Severina junto con las de Aureliano; algunas monedas incluían los perfiles de ambos. En las monedas, Severina está representada en la forma típica de su época, con el pelo trenzado recogido sobre la nuca y una expresión austera. Por lo general, sus monedas incluyen a la diosa Concordia, aunque algunas presentan a Venus y Juno, las deidades habituales de las emperatrices. Severina sobrevivió al asesinato de Aureliano en 275 y se desconoce la fecha de su fallecimiento, además, ambos tuvieron una hija de nombre desconocido.

## Viudez

### Interregno

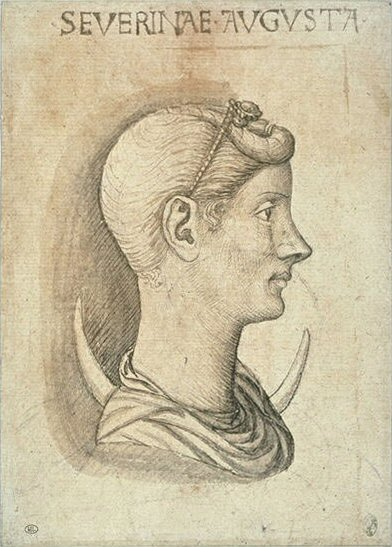
Retrato de Severina del siglo, realizado por Pisanello, basado en sus monedas.

Aureliano murió en septiembre u octubre de 275, asesinado por sus propios oficiales después de que su secretario, temeroso de ser castigado por una pequeña mentira, los convenciera de que el emperador pretendía condenarlos a muerte. El emperador Tácito, sucesor de Aureliano, fue proclamado en noviembre o diciembre. Históricamente, muchos eruditos, incluido Edward Gibbon, asumieron que el «interregno» entre Aureliano y Tácito fue significativamente más largo dado que tanto la Historia Augusta como los escritos de Aurelio Víctor del siglo IV afirman que el intervalo entre la muerte de Aureliano y el ascenso al poder de su sucesor duró seis meses. Según sus relatos, este período consistió en que el ejército en Tracia, preocupado porque ser cómplice del asesinato de Aureliano, y el Senado romano se solicitaron repetidamente entre sí para elegir un sucesor.
Este relato se descarta abrumadoramente hoy por no ser creíble, ya que las fechas dadas por la Historia Augusta y Aurelio Víctor solo encajan si Aureliano murió a principios de 275 y Tácito se convirtió en emperador en septiembre, lo que contradice al resto de las evidencias conservadas. La documentación de Egipto sugiere que el intervalo fue como máximo de solo diez u once semanas, y quizás tan corto como tan solo cinco. Si se tiene en cuenta el tiempo que tardó en llegar a Italia la noticia de la muerte de Aureliano y la información en extenderse por el imperio desde allí, el intervalo del supuesto interregno fue muy breve. El Epítome de las Historias del historiador del siglo XII Juan Zonaras menciona un «interregno» entre Aureliano y Tácito, pero probablemente usó la Enmannsche Kaisergeschichte del siglo IV como fuente, en la que el término «interregno» se refería más probablemente al tiempo entre Aureliano y Probo, con respecto a los emperadores Tácito y Floriano que reinaron brevemente como una especie de «interregentes». Otros historiadores antiguos, como Eusebio, a veces han considerado a Tácito y Floriano demasiado insignificantes para contarlos. A pesar de descartar un largo interregno como fantasía, y la falta de evidencia inequívoca de cualquier interregno extendido, muchos historiadores todavía creen que hubo un breve interregno de algún tipo, a menudo citando evidencia numismática espuria. Algunas monedas que se creía que habían sido acuñadas en el período entre Aureliano y Tácito, que llevan la leyenda GENIVS P.R. y, a veces, las letras SC (interpretadas como una indicación de que el Senado romano asumió el control del gobierno entre los reinados de los dos emperadores), han sido recientemente reasignadas al reinado anterior de Galieno.

### Estatus de Severina

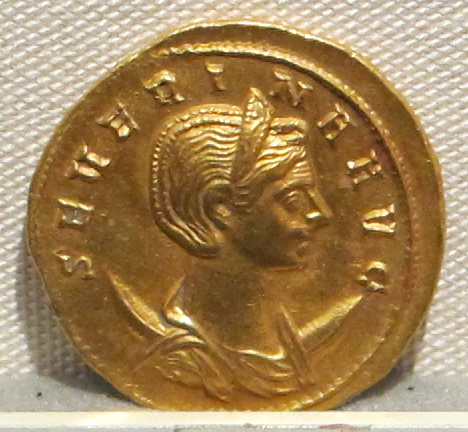
Áureo que representa a Severina.

Algunos académicos que apoyan la noción de un interregno entre Aureliano y Tácito han recurrido a especular basándose únicamente en evidencia numismática de que el Imperio romano fue gobernado, al menos nominalmente, por Severina hasta que Tácito se convirtió en emperador. Aunque muchos numismáticos ven el mandato de Severina como gobernante de facto del imperio como algo indiscutible, es solo una especulación y existen serias dudas con la interpretación, dado que esta solo se basa en ciertas monedas y que las fuentes literarias guardan total silencio al respecto. Sobre la base de la creciente cantidad de sus monedas hacia el final del reinado de Aureliano, se ha argumentado que algunas monedas fueron acuñadas por Severina también después de la muerte de este último, aunque Alaric Watson, autor de una biografía sobre Aureliano, desestimó este argumento, ya que lo encontró basado más en un deseo de encontrar monedas que supuestamente datan del interregno en lugar de las características reales de la acuñación. Según el numismático David L. Vagi, el hecho de que Severina gobernase el imperio durante un interregno prolongado «no parece basarse en hechos históricos», aunque sus monedas pueden haber sido emitidas en unas pocas cecas en las semanas que mediaban entre la muerte de Aureliano y la subida al trono de Tácito.
Las monedas que más se sugirió que fueron acuñadas bajo el supuesto mandato de Severina como gobernante del imperio llevan la leyenda CONCORDIAE MILITVM y representan a la diosa Concordia sosteniendo dos estandartes legionarios, interpretados como Severina quizás trabajando para retener la lealtad de los soldados. No se emitieron monedas similares con el nombre de Aureliano, que algunos interpretaron en el sentido de que fueron acuñadas después de su muerte. Las monedas de este tipo acuñadas en Antioquía son aún más inusuales porque denominan a Severina como Pia Felix Augusta, una versión femenina del título normal de los emperadores (Pius Felix Augustus). Un puñado de monedas también lleva la leyenda CONCORDIA AVG. El hecho de que se use el singular AVG (augusta/augusto) en lugar del plural AVGG (Augusti) es un detalle sorprendente que quizás insinúe que se acuñaron en un momento en que Severina era la única gobernante. Aunque son muy inusuales, un problema a la hora de atribuir estas monedas a después de la muerte de Aureliano es que la mayoría coincide en que estas emisiones se acuñaron en Antioquía, Roma y Ticinum, pero no en los Balcanes y otras ciudades orientales, que nunca había acuñado monedas a nombre de Severina, pero habrían sido los primeros lugares en enterarse de la muerte de Aureliano. Es posible que algunas de las monedas de Severina fueran acuñadas después de la muerte de Aureliano, pero eso en sí mismo no significa necesariamente que ella gobernara por derecho propio, ya que también es posible que el tiempo que tomó nombrar al sucesor de Aureliano condujera a un período de confusión, y que algunas casas de moneda simplemente continuaron acuñando monedas reconociendo a Severina.